# Воротнаван
Воротнаван (арм. Որոտնավան) — село в центральной части Сюникской области Армении. 

## География
Село расположено на берегу одноимённой реки, в 16 км от Сисиана и 120 км от Капана, столицы региона.

## История
До 3 июля 1968 года село носило название Урут (азерб. Urud, Уруд), после чего было переименовано в Воротан. По предположению азербайджанского лингвиста Азамата Рустамли, топоним может происходить или от старотюркского слова ур — «высокий» или от названия тюркского племени Ур и от суффикса -уд в значении «места».
В 1926 году в ходе экспедиции «Общества обследования и изучения Азербайджана» в Нахичеванский край (Азербайджанская ССР) и Зангезур (Армянская ССР), археолог Алескер Алекперов посетил село Урут. Около него он описал скалу, на вершине которого находились развалины крепости. С одной стороны крепость-скала спускалась до реки Базарчай, а с другой  были расположены остатки большого поселения, на верхней же площадке скалы — 20-30 домиков. На другом берегу Базарчая  было расположено кладбище, где было много могильных памятников в виде курдючных баранов, с изображениями людей и надписями на боковых сторонах. На многих из этих памятников — дата от 993 по 999 хиджры [1585—1591 гг.] и указание на смерть от чумы. Также, по сведениям Алекперова, в селе Урут встречались пещерные жилища.
9 июня 2017 года село Воротан было переименовано в Воротнаван.

## Население
По данным «Кавказского календаря» на 1856 год, Рутъ населяли «татары»-шииты (азербайджанцы-шииты), которые между собой говорили по-«татарски» (по-азербайджански).
По данным «Свода статистических данных о населении Закавказского края, извлеченных из посемейных списков 1886 года» в селе Рут (Урут) Вагудинского сельского округа Зангезурского уезда было 37 дымов и проживало 211 азербайджанцев (указаны как «татары»), которые были шиитами по вероисповеданию, из них 6 были представителями духовенства, остальные — крестьянами.
По данным Кавказского календаря на 1912 год, в селе Рут Зангезурского уезда проживало 390 человек, в основном азербайджанцев, указанных как «татары».
Население села на 2011 год составляет 238 человек.

## Галерея

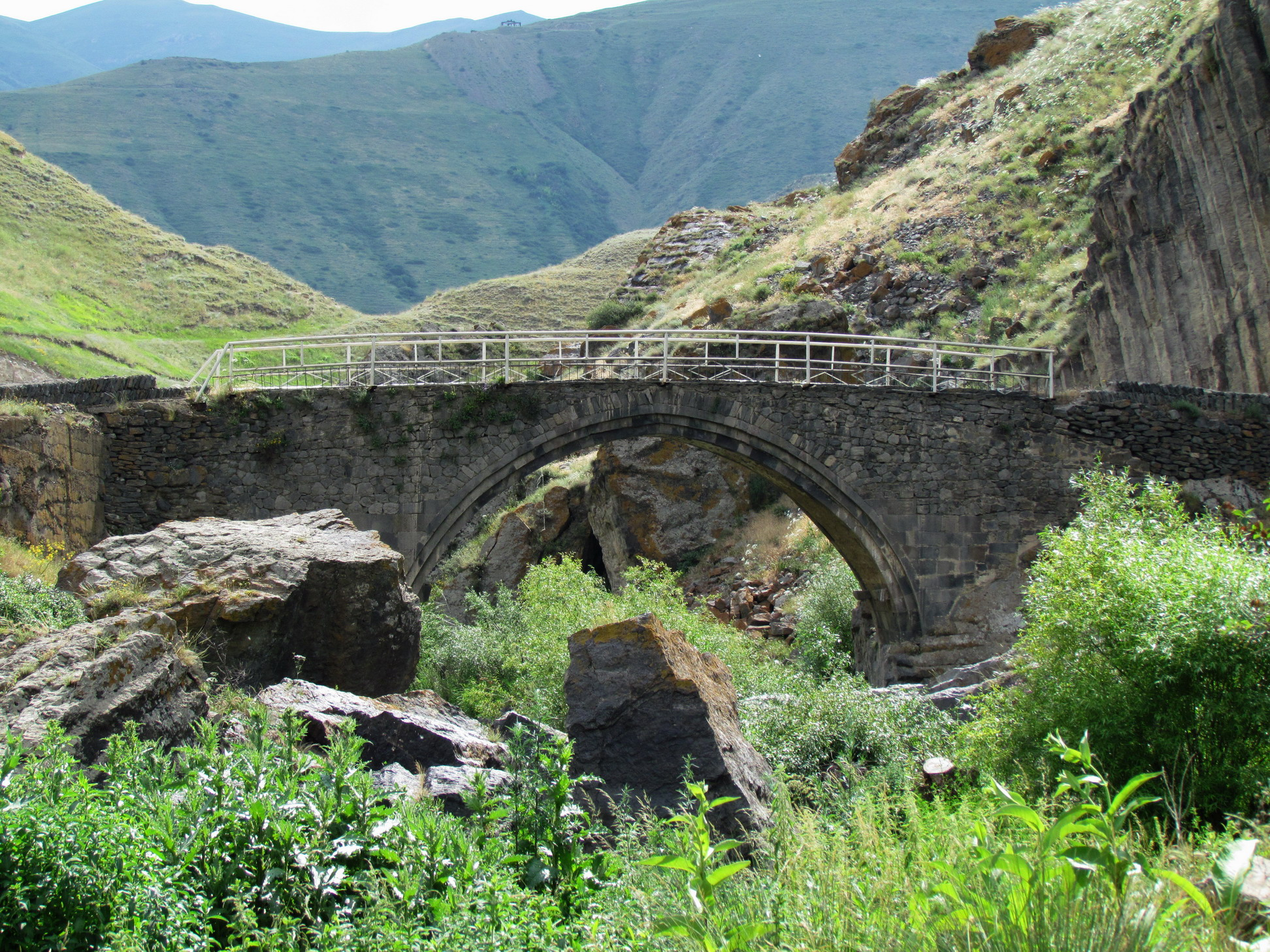
Мост Мелика Танги
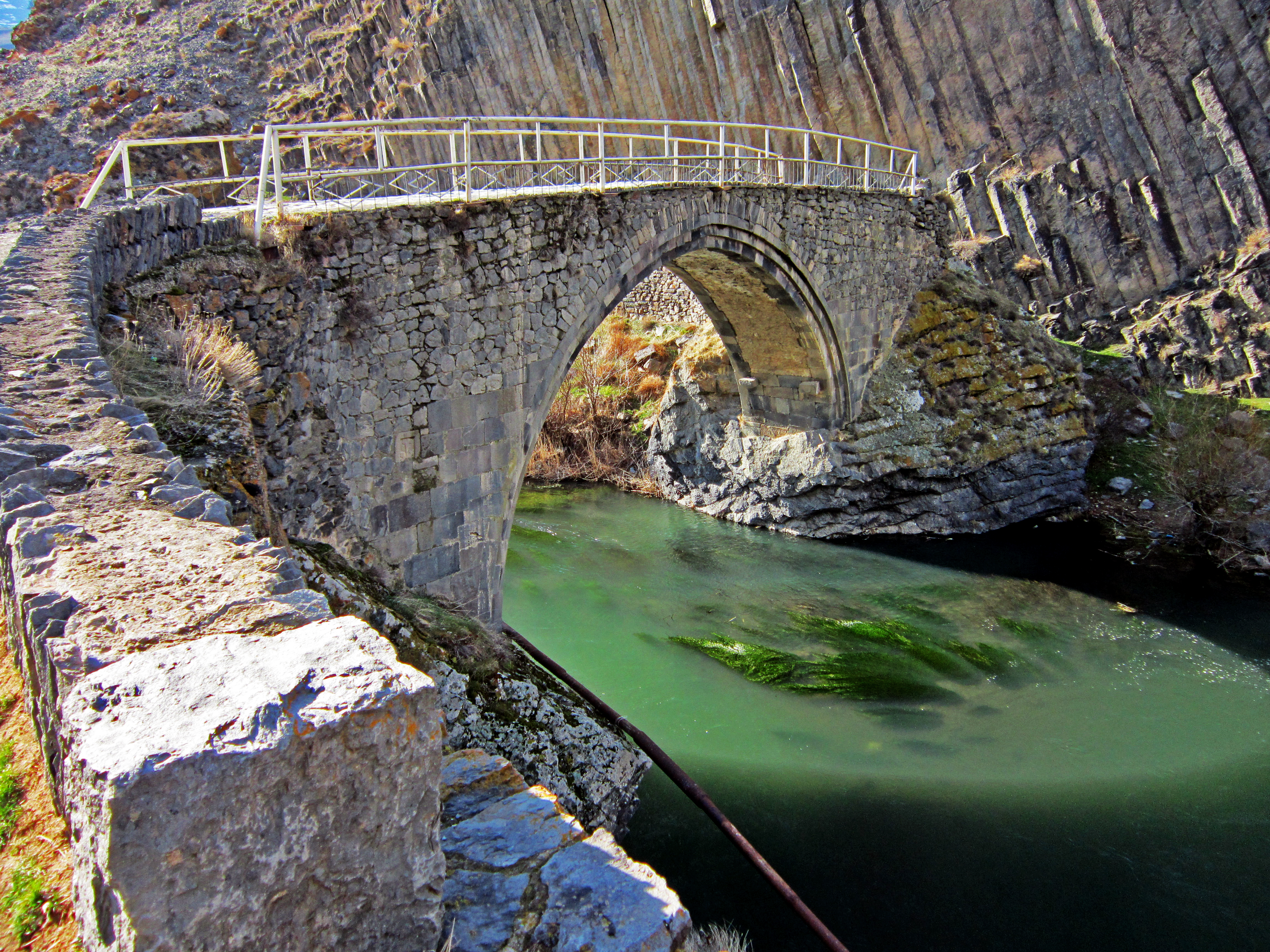